# Metahuntemannia gorbunovi
Metahuntemannia gorbunovi is een eenoogkreeftjessoort uit de familie van de Canthocamptidae. De wetenschappelijke naam van de soort is voor het eerst geldig gepubliceerd in 1946 door Smirnov.